# 세부 왕국
세부 왕국(Kingdom of Cebu) 또는 세부 라자국(Rajahnate of Cebu), 수부(Sugbu)는 스페인 정복자들이 오기 전 필리핀 세부섬에 존재했던 힌두 만달라 왕국이다. 이 나라는 고대 중국 기록에서 속무(束務)라는 나라로 알려져 있다. 비사야 구전 전설에 따르면, 이 나라는 타밀 촐라 왕조의 황자인 스리 루마이 또는 라자무다 루마야에 의해 세워졌다고 한다. 그는 남인도에서 촐라 황제의 명으로 원정군의 기지를 세우기 위해 파견되었지만, 반란을 일으켜 자신만의 독립적인 정치를 확립했다. 이 나라의 수도는 싱하팔라(சிங்கபுரம்)로, 오늘날 도시국가인 싱가포르와 같은 어원을 지닌 타밀-산스크리트어 용어이다.